# Дагестан (серия паромов)
«Дагеста́н» (азерб. Dağıstan) — серия советских, а впоследствии азербайджанских морских грузопассажирских железнодорожных паромов. 8 паромов были построены на судоверфи «Ульяник» (Югославия) по заказу объединения «Судоимпорт» в 1980-х годах для обслуживания морских паромных переправ в Каспийском море Каспийским морским пароходством (КАСПАР). Порт приписки — город Баку (Азербайджанская ССР). В настоящее время эксплуатируются Азербайджанским государственным каспийским морским пароходством (Azərbaycan Dövlət Xəzər Dəniz Gəmiçiliy).

## Описание
Головным судном проекта стал паром «Советский Дагестан» (в настоящее время «Dağıstan») эксплуатирующийся с 1984 года. Все суда серии предназначались для перевозки пассажиров, грузовых и легковых автомобилей, железнодорожных вагонов, трейлеров и рефрижераторных грузов. Они были построены в соответствии с мировыми стандартами, оснащались новейшим радионавигационным оборудованием, а также системой стабилизации судна во время шторма. Пассажиры размещались в 2-х и 4-х местных каютах, а также в двух салонах с креслами авиационного типа. Всего 202 пассажира. На вагонной палубе могут разместиться 28 железнодорожных вагонов на четырёх путях. Также есть возможность перевозки грузовых и легковых автомобилей. Контроль за остойчивостью, загрузкой и посадкой осуществляется с помощью сталодикаторов. Все паромы оборудованы инсинераторами для сжигания твёрдых и жидких отходов, танками для сбора льяльных и сточных вод.
В советское время в названиях всех паромов присутствовало слово «Советский» или «Советская» (в зависимости от рода) и наименование одной из республик бывшего СССР. После распада Советского Союза все паромы утратили первоначальные названия. «Советский Дагестан» и «Советская Нахичевань» из названия утратили только одно слово. На май 2013 года 7 судов серии «Дагестан» в основном осуществляют транспортное сообщение между городами Баку, Туркменбашы, Махачкала, Актау.
Во время проведения международного конкурса эстрадной песни «Евровидение 2012» паромы «Mercuri-1» и «Professor Gul» были временно переоборудованы в плавучие отели и пришвартованы в акватории бакинского яхт-клуба для размещения приехавших на конкурс гостей.

## Таблица данных о паромах
| Название              | Прежнее название      | Номер ИМО | Позывные | Построен   | Статус             |
| --------------------- | --------------------- | --------- | -------- | ---------- | ------------------ |
| Dagistan              | Советский Дагестан    | 8212544   | 4JIK     | 15.09.1984 | Эксплуатируется    |
| Mercuri-2             | Советский Таджикистан | 8212556   | 4JJA     | 29.09.1984 | Затонул 22.10.2002 |
| Mercuri-1             | Советская Грузия      | 8212568   | 4JJB     | 20.04.1985 | Эксплуатируется    |
| Akademik Topchubashov | Советская Калмыкия    | 8212570   | 4JIW     | 12.07.1985 | Эксплуатируется    |
| Azerbaijan            | Советская Армения     | 8212582   | 4JDG     | 31.08.1985 | Эксплуатируется    |
| Akademik Hesen Aliyev | Советская Киргизия    | 8212594   | 4JFB     | 27.03.1986 | Эксплуатируется    |
| Professor Gul         | Советская Белоруссия  | 8225371   | 4JJC     | 29.05.1986 | Эксплуатируется    |
| Nakhchyvan            | Советская Нахичевань  | 8225383   | 4JDF     | 01.09.1986 | Эксплуатируется    |

## Технические характеристики
- Длина наибольшая — 154,5 м
- Ширина наибольшая — 18,3 м
- Высота борта — 13,45 м
- Осадка порожнем — 3,3 м
- Осадка полная — 4,5 м
- Водоизмещение порожнем — 5400 т
- Водоизмещение полное — 8800 т
- Дедвейт — 3367/3950
- Грузоподъёмность — 2130 т
- Количество тонн на 1 см осадки — 23
- Дальность плаванья — 1000 морских миль
- Скорость — 17,15 узла

### Грузовместимость
- Вагоны длиной 14,73 м — 28
- Вагоны длиной 20,24 м — 18
- Трейлеры длиной 16,15 м — 65
- Трейлеры длиной 12,3 м — 33
- Легковые автомобили — 70

### Пассажировместимость
- Мест в каютах — 84
- Сидячих мест — 118

## Происшествия
- 8 января 1992 года на борту парома «Советская Калмыкия» (ныне «Akademik Topchubashov») произошёл взрыв, из-за которого в пассажирской секции начался сильный пожар. Погибло 25 человек. Из-за сгоревшей пассажирской палубы паром эксплуатируется только как грузовой[6].

- 22 октября 2002 года паром «Mercuri-2» (бывший «Советский Таджикистан») попал в сильный шторм в 130 км от Баку. По официальной версии на борту парома произошло смещение груза — железнодорожных цистерн с сырой нефтью, которые разломились от удара. Последовал сильный пожар, а за ним взрыв, в результате чего судно затонуло. По официальной версии из 44 человек находившихся на борту, спасены были 13 человек, из них двое граждан России[7][8].

## В кинематографе
Один из паромов серии «Дагестан» был показан в фильме «Приключения на маленьких островах» производства «Туркменфильм» (1985).